# Limnaecia adiacrita
Limnaecia adiacrita là một loài bướm đêm thuộc họ Cosmopterigidae. Nó được tìm thấy ở Úc.